# فرانك باسي
فرانك باسي (28 مارس 1966 في فرنسا - ) (بالفرنسية: Franck Passi)‏ هو مدرب كرة قدم ولاعب كرة قدم فرنسي في مركز الوسط. شارك مع منتخب فرنسا تحت 21 سنة لكرة القدم. أما مع النوادي، فقد لعب مع أولمبيك مارسيليا وبولتون واندررز ونادي تولوز ونادي تولون ونادي كومبوستيلا ونادي موناكو ونادي مونبلييه.

## وصلات خارجية
- فرانك باسي على موقع قاعدة بيانات كرة القدم.إي يو (الإنجليزية)
- فرانك باسي على موقع ليكيب (الفرنسية)
- فرانك باسي على موقع Soccerbase.com (مدرب) (الإنجليزية)